# 丰特努瓦 (约讷省)
丰特努瓦（法語：Fontenoy，法語發音：[fɔ̃tnwa] ⓘ），亦称皮赛地区丰特努瓦（Fontenoy-en-Puisaye，[fɔ̃tnwa ɑ̃ pɥizɛ]），是法国勃艮第-弗朗什-孔泰大区约讷省的一个市镇，属于欧塞尔区。

## 地理
丰特努瓦（47°38'56"N, 3°18'25"E）面积15.9 平方千米，位于法国勃艮第-弗朗什-孔泰大區约讷省，该省份为法国中北部内陆省份，西接卢瓦雷省，西北接塞纳-马恩省，南至涅夫勒省，东临科多尔省，东北与奥布省接壤。
与丰特努瓦接壤的市镇（或旧市镇、城区）包括：拉朗德、方丹、兰村、莱维、皮赛地区圣。

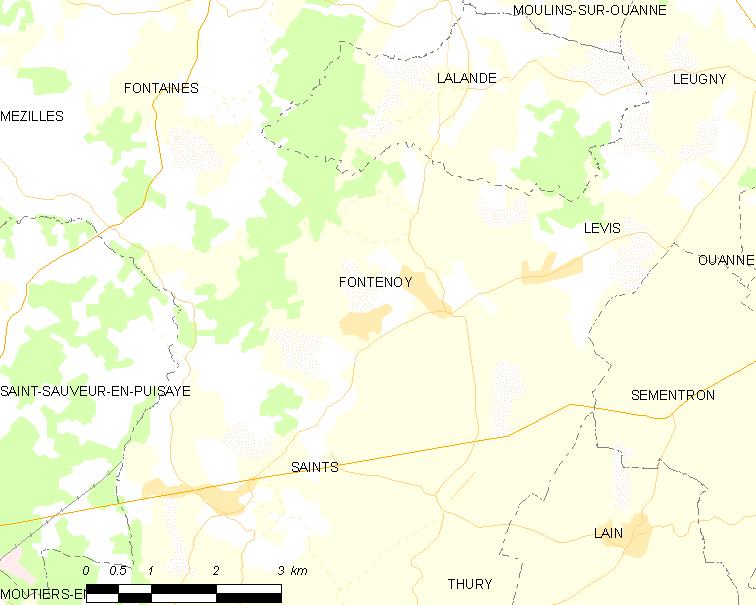
的OSM定位图

丰特努瓦的时区为UTC+01:00、UTC+02:00（夏令时）。

## 行政
丰特努瓦的邮政编码为89520，INSEE市镇编码为89179。

## 政治
丰特努瓦所属的省级选区为万塞勒县。

## 人口

1962-2008年间人口变化图示

丰特努瓦于2022年1月1日时的人口数量为293人。